# قابوق خماسي الأسدية
القابوق خماسي الأسدية بنتاندرا أوالقابوق خماسي الأسدية أو (قابوق خماسي الأسدية) هي شجرة استوائية تنتمي إلى رتبة الخبازيات (خبازيات) والعائلة الخبازية (خبازية)، والتي كانت تُصنَّف سابقًا ضمن عائلة البومباقية (Bombacaceae). موطنها الأصلي المكسيك، وأمريكا الوسطى، ومنطقة البحر الكاريبي، وشمال أمريكا الجنوبية، كما تنتشر أيضًا في غرب إفريقيا تحت اسم الصنف (C. pentandra var. guineensis). وقد تم إدخال صنف أصغر حجمًا منها إلى جنوب وجنوب شرق آسيا، حيث تتم زراعته.
تُعرف هذه الشجرة، وكذلك الألياف القطنية التي تُستخرج من قرون بذورها، باسم "كابوك" في اللغة الإنجليزية، وهو اسم ذو أصل مالاوي كان يُطلق في الأصل على بومباكس سيبا (Bombax ceiba)، وهو نوع موطنه الأصلي المناطق الاستوائية في آسيا. أما في الدول الناطقة بالإسبانية، فتُعرف باسم "سيبا" (Ceiba), بينما تُسمى في الدول الناطقة بالفرنسية "فروماغييه" (Fromager). تُزرع هذه الشجرة بشكل رئيسي من أجل أليافها القطنية الناعمة، خاصة في جنوب شرق آسيا، وتُعرف أيضًا بأسماء أخرى مثل "قطن جافا"، و"كابوك جافا"، و"الحرير القطني"، و"ساماوما".

## الخصائص
تعد شجرة القابوق خماسي الأسدية (Ceiba pentandra) من أضخم الأشجار الاستوائية، حيث يمكن أن يصل ارتفاعها إلى 73 مترًا (240 قدمًا) وفقًا للقياسات المباشرة باستخدام التسلق وشريط القياس، مع تقارير تشير إلى إمكانية وصول بعض الأشجار إلى 77 مترًا (252 قدمًا) في المناطق الاستوائية الجديدة (Neotropics) وأفريقيا الاستوائية. أما النوع الموجود في جنوب شرق آسيا، فيكون أصغر حجمًا، حيث لا يتجاوز ارتفاعه 27 مترًا (90 قدمًا).
يبلغ قطر الجذع عادةً حوالي 3 أمتار (10 أقدام) فوق الجذور الدعامية، لكن بعض الأفراد الضخمين قد يصل قطر جذوعهم إلى 5.8 أمتار (19 قدمًا) أو أكثر. تمتد الجذور الدعامية الضخمة إلى ارتفاع يتراوح بين 12 و15 مترًا (40 إلى 50 قدمًا) على طول الجذع، وتمتد أفقيًا لمسافة 20 مترًا (65 قدمًا) قبل أن تستمر تحت الأرض ليصل طولها الإجمالي إلى 50 مترًا (165 قدمًا).
يتميز الجذع والفروع الكبيرة بوجود أشواك مخروطية كبيرة، وغالبًا ما تكون الأشجار البالغة مزودة بين 4 إلى 6 فروع رئيسية، والتي قد يصل قطر كل منها إلى 1.8 متر (6 أقدام)، مكونة مظلة واسعة قد تمتد حتى 61 مترًا (201 قدمًا).
الأوراق مركبة راحية الشكل، وتتألف من 5 إلى 9 وريقات، حيث قد يصل طول كل وريقة إلى 20 سم (8 بوصات). الشجرة نفضية لفترة قصيرة خلال موسم الجفاف، حيث تفقد أوراقها تمامًا، وخلال هذه الفترة تُزهر بأزهار كبيرة تتنوع ألوانها من الكريمي الفاتح إلى الأحمر، مرتبة في مجموعات على شكل مظلات زهرية.
بعد الإزهار، تنتج الشجرة مئات الثمار على شكل قرون بطول 15 سم (6 بوصات) تحتوي على بذور سوداء صغيرة محاطة بألياف زغبية صفراء مكونة من مزيج من اللجنين والسليلوز، والتي تُعرف باسم الكابوك وتُستخدم في عدة تطبيقات صناعية. تشير التقارير إلى أن شجرة القابوق خماسي الأسديةا تعد واحدة من أضخم الأشجار في العالم.

## الاستخدام
تُزرع شجرة القابوق خماسي الأسدية على نطاق واسع في غابات آسيا المطيرة، خاصة في جاوة (ومن هنا جاء أحد أسمائها الشائعة)، الفلبين، ماليزيا، وجزيرة هاينان في الصين، بالإضافة إلى زراعتها في أمريكا الجنوبية.  تعد أزهار الشجرة مصدرًا مهمًا للرحيق وحبوب اللقاح التي تعتمد عليها نحل العسل والخفافيش. وتُعد الخفافيش الملقّح الأساسي لهذه الأزهار، حيث تتفتح خلال الليل، مما يجعلها مناسبة للتلقيح من قِبَل هذه الكائنات الليلية.

### ألياف الكابوك واستخداماتها
تحصد القبائل الأصلية على طول نهر الأمازون ألياف الكابوك لاستخدامها في تغليف سهام أنابيب النفخ، حيث تساعد الألياف في إحكام الإغلاق داخل الأنبوب، مما يتيح ضغط الهواء لدفع السهم بقوة ودقة.
تتميز ألياف الكابوك بأنها خفيفة الوزن، عالية الطفو، مرنة، مقاومة للماء، لكنها قابلة للاشتعال بدرجة عالية. ومع ذلك، فإن عملية الحصاد والفصل بين الألياف مرهقة وتتطلب جهدًا كبيرًا.
تُستخدم الألياف بشكل أساسي كبديل للريش في حشو المراتب، الوسائد، التنجيد، وسائد التأمل (زافوس)، والألعاب المحشوة مثل الدببة القماشية، كما تُستخدم في العزل الحراري.
في الماضي، كانت ألياف الكابوك تُستخدم بكثرة في صناعة سترات النجاة وغيرها من أدوات الطفو، لكنها استُبدلت إلى حد كبير بالمواد الاصطناعية الحديثة.
قابوق خماسي الأسدية أو كابوك (الاسم العلمي:Ceiba pentandra) هو نوع من النباتات يتبع جنس القابوق من الفصيلة الخبازية.

### الاستخدامات الطبية التقليدية
يُستخدم مغلي قشرة شجرة القابوق خماسي الأسدية كمدر للبول، وكمنشط جنسي، وفي علاج الصداع، كما يُستعمل في بعض الحالات لعلاج مرض السكري من النوع الثاني. بالإضافة إلى ذلك، يُضاف أحيانًا كمكوّن في بعض التركيبات التقليدية لمشروب آياهواسكا، الذي يُعرف بتأثيراته المهلوسة.

### زيت البذور
يمكن استخراج زيت نباتي من بذور الشجرة، يتميز بلونه الأصفر ورائحته وطعمه المعتدل واللطيف، ويشبه في خصائصه زيت بذور القطن. ومع ذلك، فإنه يتعرض للتزنخ بسرعة عند تعرضه للهواء.
يُنتج زيت الكابوك بشكل رئيسي في الهند وإندونيسيا وماليزيا. وتبلغ قيمة اليود فيه ما بين 85-100، مما يجعله زيتًا غير جاف، أي أنه لا يجف بسهولة عند تعرضه للهواء. ولهذا السبب، يُستخدم في بعض التطبيقات الصناعية، مثل تحضير الدهانات، كما يُدرس استخدامه كمصدر محتمل للوقود الحيوي.

## الدين والفولكلور
تُعد شجرة القابوق  رمزًا مقدسًا في أساطير حضارة المايا، حيث اعتُبرت شجرة الحياة التي تربط بين السماء والأرض والعالم السفلي.
في الثقافة الكوبية، تحظى القابوق  بمكانة خاصة، فهي شجرة مقدسة في ديانات بالو، أرارا، وسانتيريا. ويرتبط تقديسها في سانتيريا بالآلهة (أوريساس)، حيث تُمارَس حولها العديد من الطقوس والعادات الدينية، مثل تقديم القرابين عند جذعها أو دفنها بالقرب منه، والطواف حولها احترامًا لمكانتها الروحية. إضافةً إلى ذلك، تبرز الشجرة في الفولكلور الكوبي، حيث تُرتبط بقصص الأساطير المحلية، مثل الگويخيس (güijes)، وهي كائنات أسطورية تشبه الجان.
في ترينيداد وتوباغو، تروي الأساطير المحلية قصة "قلعة الشيطان"، حيث يُقال إن هناك شجرة ضخمة من نوع القابوق خماسي الأسدية بنتاندرا تنمو في أعماق الغابات، وهي المكان الذي سُجن فيه الشيطان "بازيل" (Bazil)، وهو روح الموت الشريرة. وفقًا للأسطورة، استطاع نجار ماكر خداع الشيطان وإجباره على دخول الشجرة، ثم قام بنحت سبع غرف متراكبة داخل جذعها لحبسه فيها. ولا تزال القصة تروي أن "بازيل" لا يزال محبوسًا داخل تلك الشجرة.
في بوركينا فاسو، تُستخدم أخشاب شجرة القابوق  بنتاندرا بشكلٍ واسع في نحت الأقنعة التقليدية، لا سيما تلك الخاصة بشعبي بُوبو وموسي، وهي تُستخدم في الطقوس الدينية والاحتفالات الشعبية.
في سورينام، تُعرف الشجرة باسم "كانكانتري" (Kankantrie/Kankantri) وتحمل مكانة روحية كبيرة بين أفراد المجتمع الأفرو-سورينامي، خاصةً أتباع ديانة وينتي (Winti). لطالما اعتُبرت الشجرة مسكنًا مقدسًا للأرواح، حيث ترفض العديد من المجتمعات المحلية قطعها خوفًا من إثارة غضب الأرواح. وحتى في العصر الحديث، إذا كان من الضروري قطع الشجرة، فإن ذلك لا يتم إلا بعد إجراء طقوس خاصة لضمان الحماية من اللعنات.

## الرمزية
تُعتبر شجرة القابوق رمزًا وطنيًا في غواتيمالا، وبورتوريكو، وغينيا الاستوائية. حيث تظهر في شعار النبالة وعَلَم غينيا الاستوائية، مما يعكس أهميتها التاريخية والبيئية لهذه الدولة.
في فريتاون، سيراليون، كانت شجرة القطن معلمًا بارزًا في وسط المدينة، حيث اعتُبرت رمزًا للحرية، خاصةً للعبيد المحررين الذين هاجروا إلى هناك. ارتبطت الشجرة بتراثهم وهويتهم، ولكنها سقطت بفعل عاصفة قوية في 24 مايو 2023، حيث انكسر جذعها البالغ طوله 70 مترًا بالقرب من القاعدة.

### الهوية الثقافية والتاريخية
يُعتقد أن اسم سايغون، الاسم القديم لمدينة هو تشي منه في فيتنام، قد يكون مشتقًا من الكلمة الصينية-الفيتنامية "ساي" والتي تعني السياج أو الحاجز، إلى جانب اسم شجرة الكابوك باللغة الفيتنامية (بونغ غون). ومع ذلك، هناك جدل حول ما إذا كان المقصود هو القابوق خماسي الأسدية  (الشجرة الجديدة في العالم) أو بومباكس سيبا (الشجرة القديمة في العالم).

## صور

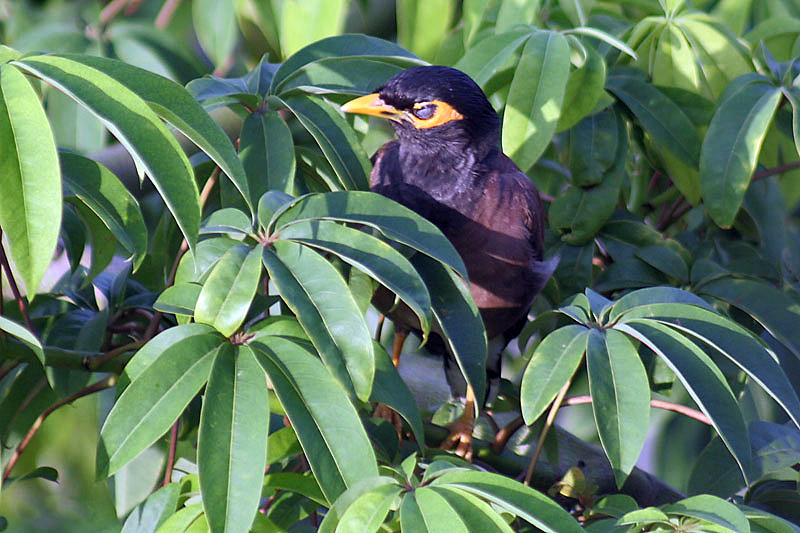
Kapok leaves in كلكتا، بنغال الغربية، الهند
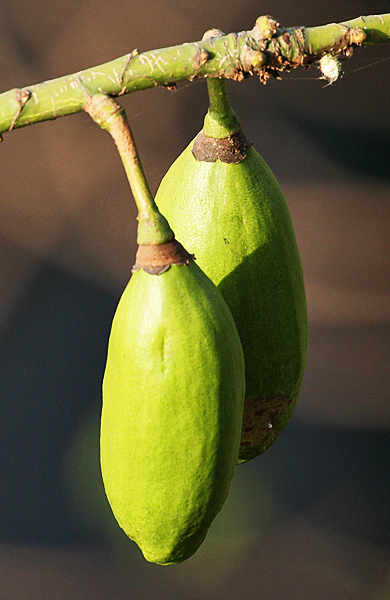
Kapok Fruit in كلكتا، بنغال الغربية، الهند
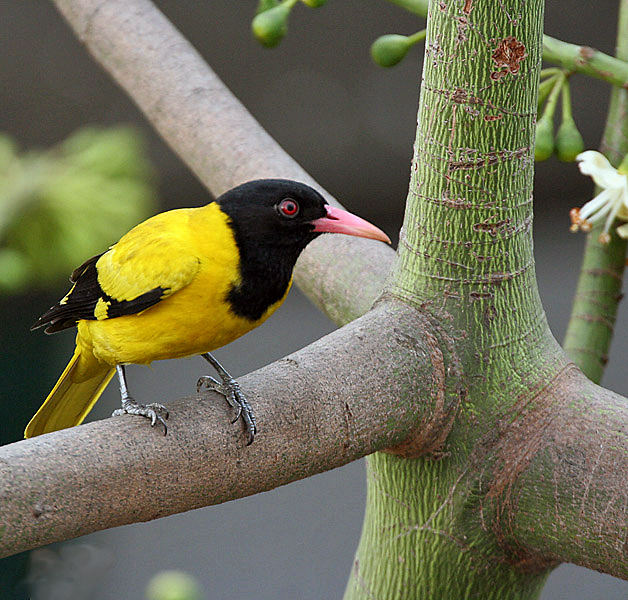
Kapok bark in كلكتا، بنغال الغربية، الهند
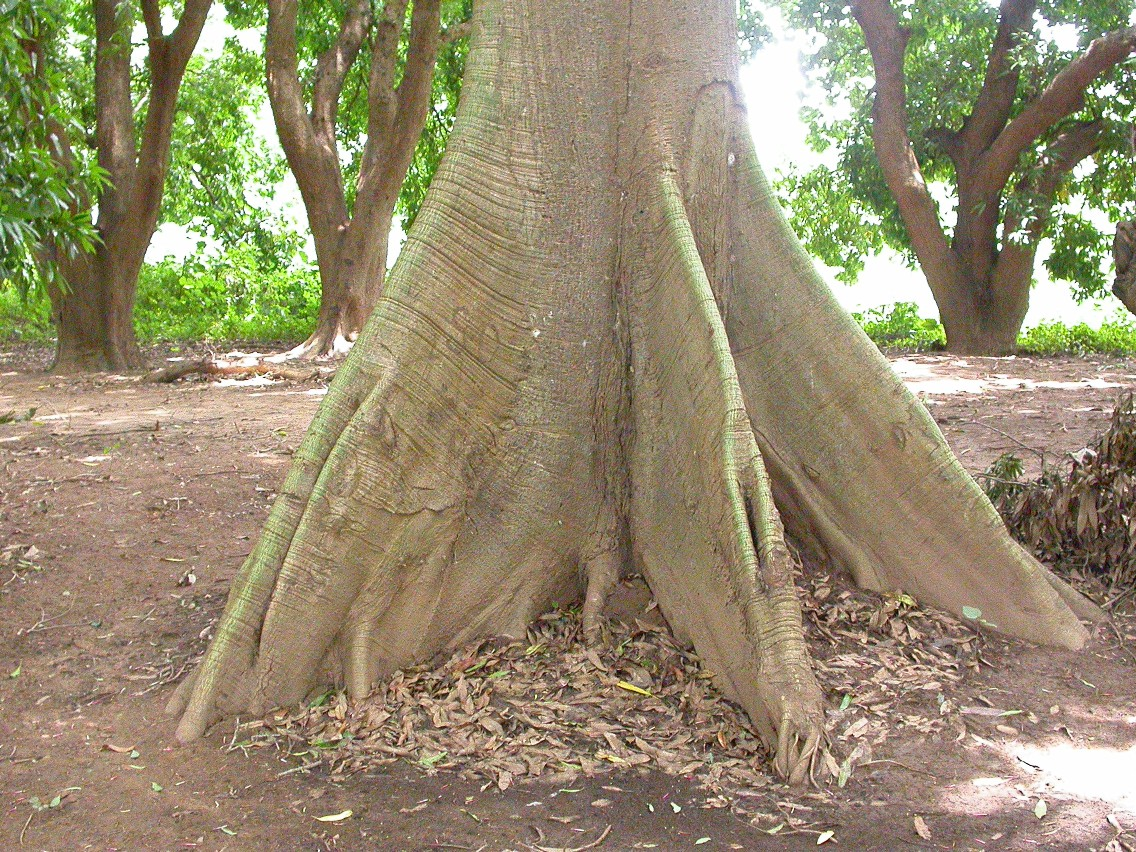
جذور مساعدة  [لغات أخرى]‏s
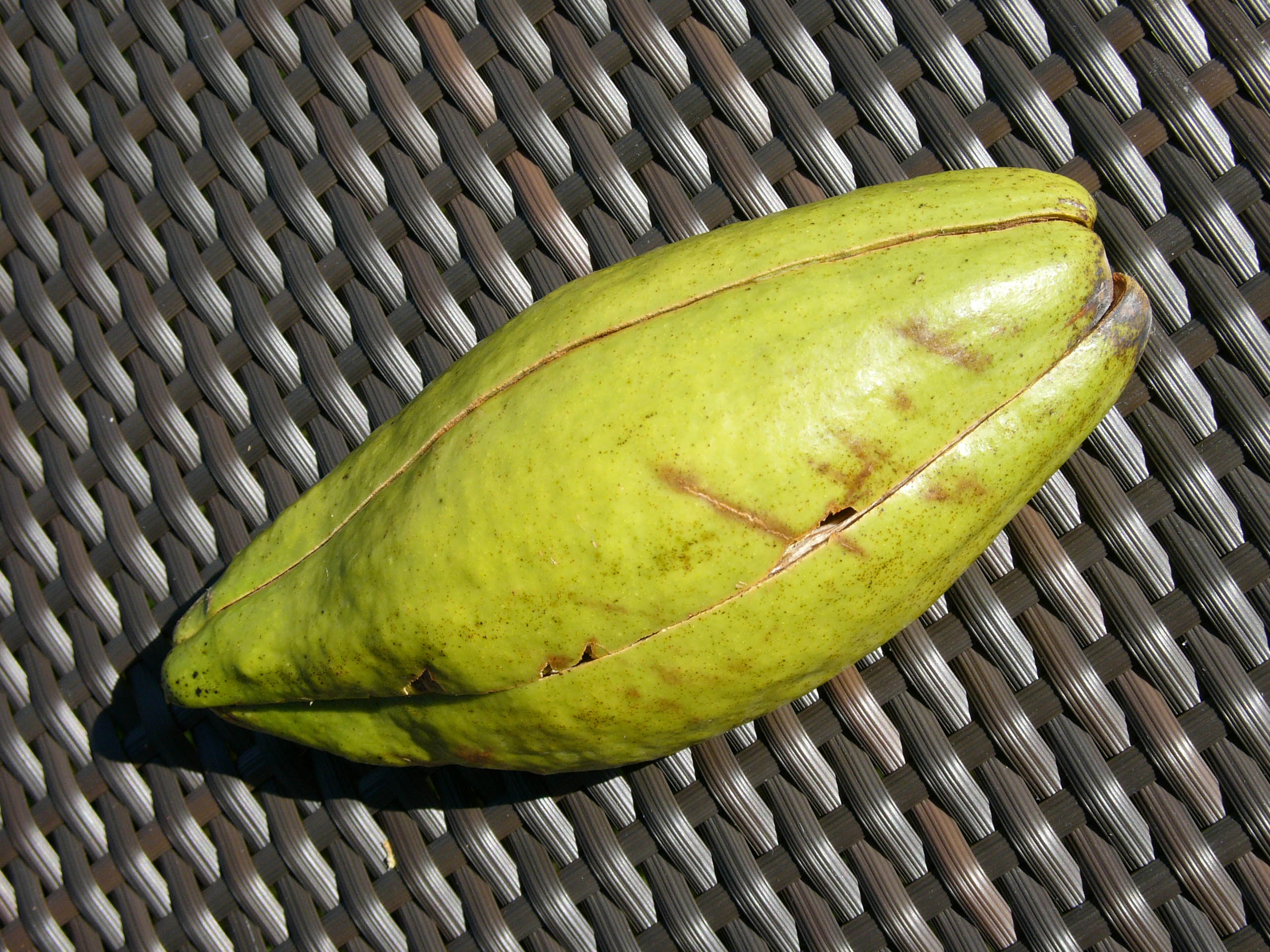
Fruit
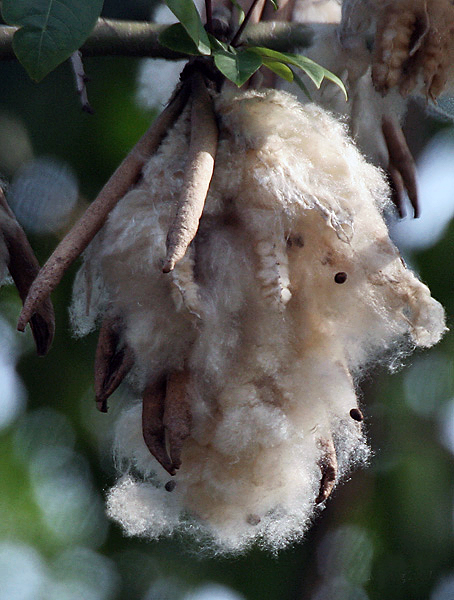
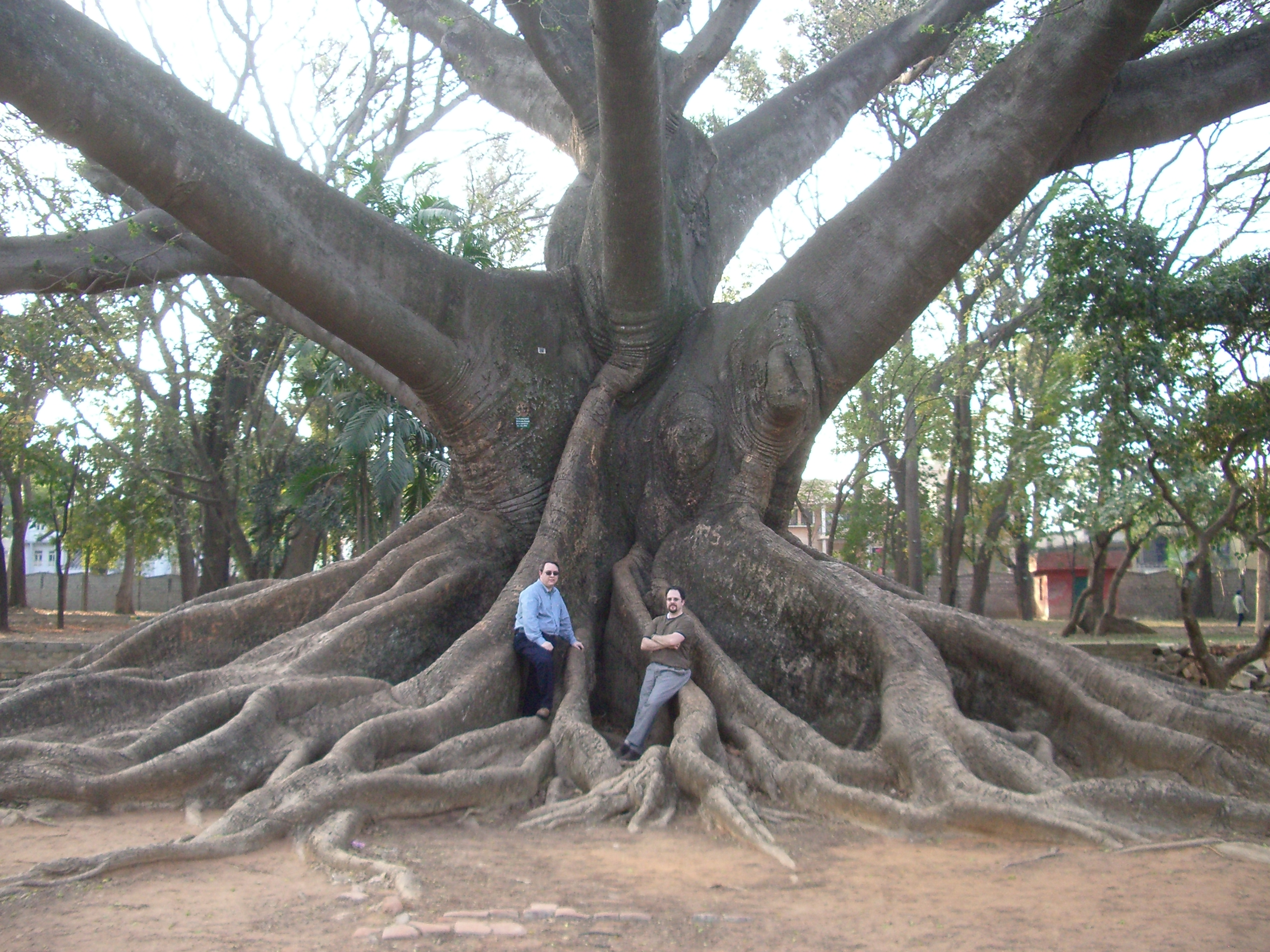
Largest known Kapok specimen, بنغالور، الهند
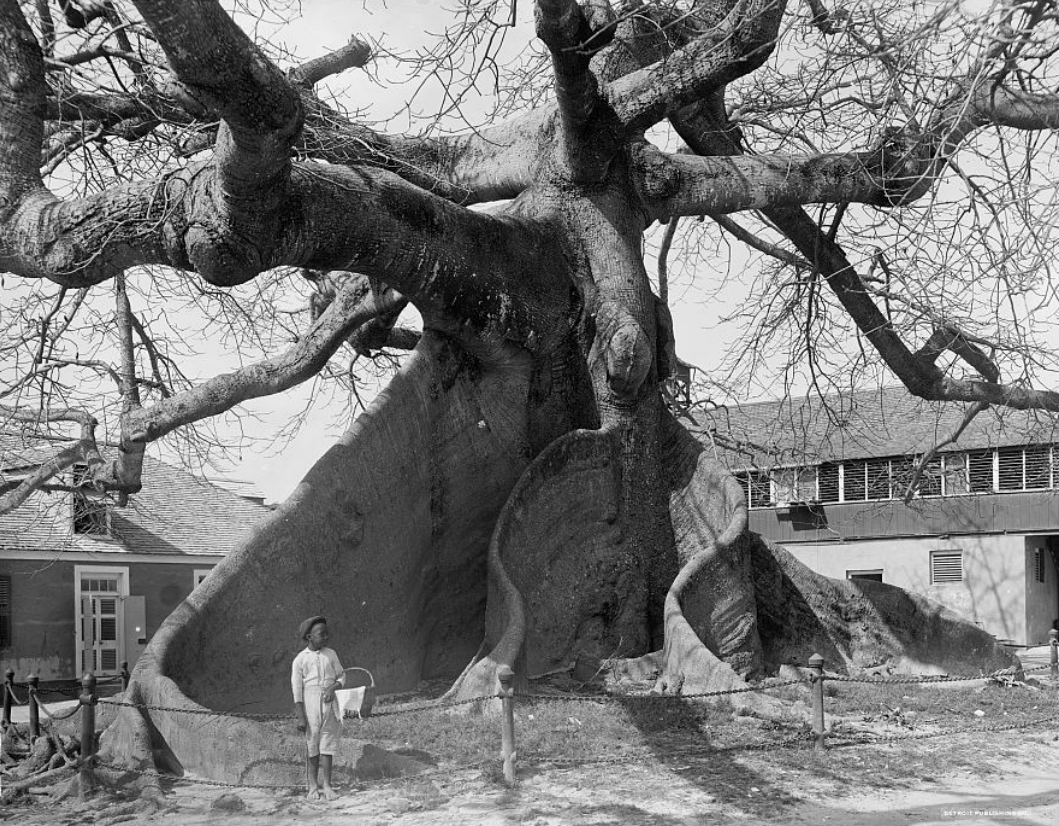
In ناساو photographed by ويليام هنري جاكسون
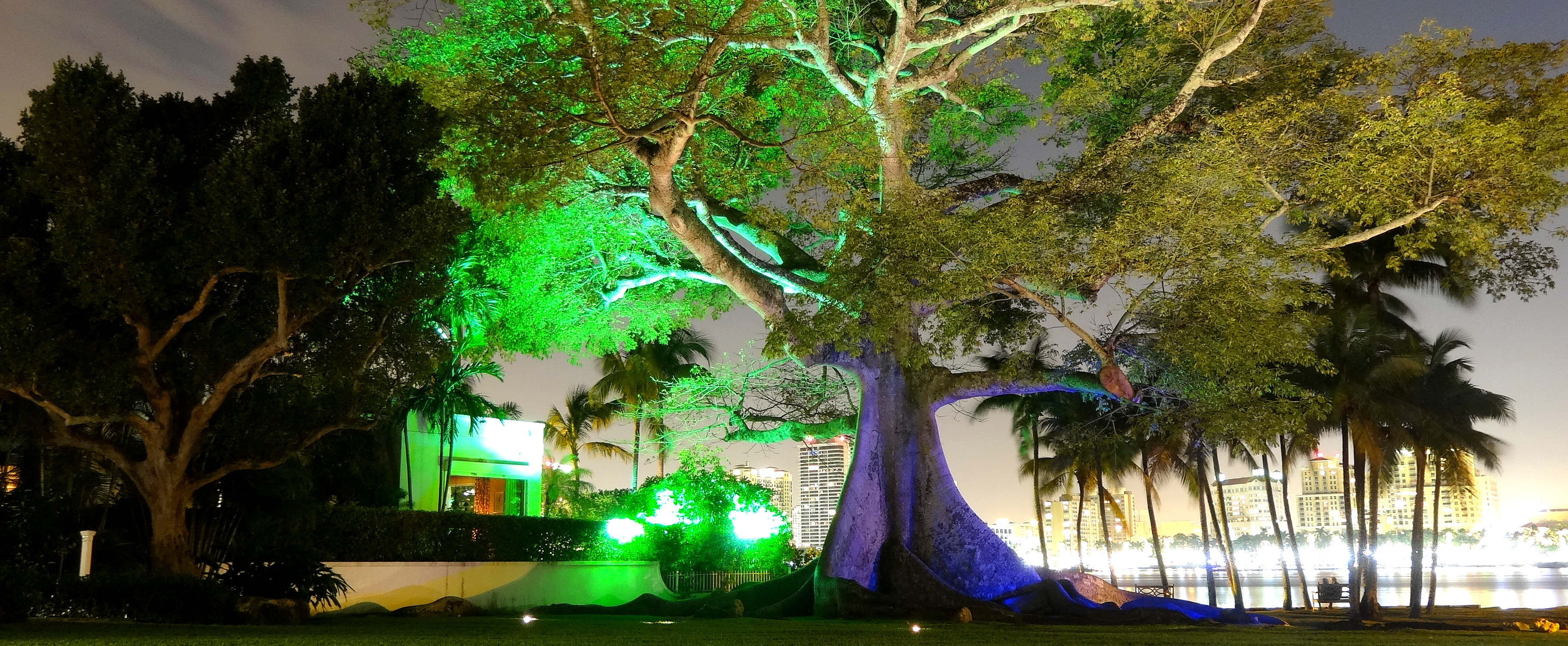
Night view of the Kapok Tree from بالم بيتش، فلوريدا